# Muhammad Avdol
Muhammad Avdol (モハメド・アヴドゥル, mohamedo avuduru) es un usuario de Stand que acompaña a los Stardust Crusaders en JoJo's Bizarre Adventure, concretamente de la parte 3 con su Magician's Red.

## Historia
Avdol era un adivino que tenía en negocio donde leía el futuro de las personas en cartas del Tarot, cierto día fue visitado por DIO quien le dijo que estaba interesado en sus habilidades, pero DIO se refería al Stand de Avdol, Magician's Red.
Avdol recordó la advertencia de su viejo amigo Joseph Joestar sobre DIO, que era muy peligroso y entonces escapó y contacto a Joseph.
Avdol es quien ayuda a Joseph a sacar a Jotaro de la celda de donde se negaba a salir. También es quien derrota a Polnareff para liberarlo del control de DIO. Y también fue quien ligeramente domesticó a Iggy.
Avdol acompaña al grupo para matar a DIO y liberar a Holly de la maldición.
Se enfrentó a múltiples de usuarios de Stand enemigos, e incluso llegó a fingir su muerte, haciéndole creer solamente a Polnareff que estaba muerto, que había sido asesinado por Hol Horse. 
Pero luego se volvió a reunir con el grupo en una isla donde Polnareff se enfrentó a Cameo y su Stand, Judgement, y luchó contra una versión zombi de sí mismo que Polnareff pidió como deseo, que reviviera a Avdol, pero éste en realidad estaba vivo.
Al llegar a Egipto y enfrentarse a más usuarios de Stand enemigos como Mariah y N'Doul, Avdol le advierte a los demás que antes de entrar al escondite de DIO que no traten de salvar a los demás, ya que podrían ser ellos quienes mueran, sin embargo hizo caso omiso a su propia advertencia cuando salvó a Polnareff del ataque de Vanilla Ice, siendo él quien murió, quedando solamente sus manos.

## Otros medios
Avdol aparece en las dos temporadas del anime de Stardust Crusaders. Y en los videojuegos de JoJo's Bizarre Adventure: Heritage for the Future, JoJo's Bizarre Adventure: All Star Battle, JoJo's Bizarre Adventure: Eyes of Heaven, etc.